# Ford Edge
Edge je crossover SUV koji se proizvodi od 2006. godine.

## Prva generacija
Prva generacija koristi Ford CD3 platformu koju dijeli s Mazdom 6 i Mazdom CX-9 te Lincoln MKX-om. Predstavljena je na NAIAS-u a na tržištu je od prosinca 2006. Jedini motor u ponudi je V6 3,5 L 265 KS uparen s automatskim mjenjačem sa 6 brzina. 2011. Edge je doživio facelift, osim novog izgleda i nove standardne opreme novi je i 2,0 L Ecoboost motor snage 240 KS, V6 je nadograđen na 285 KS. Uskoro će Ford ugrađivati i 3,7 L V6 motor snage 305 KS.

### Motori
R4 2,0 L 240 KS

V6 3,5 L 285 KS (265 KS do facelifta)

V6 3,7 L 305 KS